# 皮埃尔佩尔蒂
皮埃尔佩尔蒂（法語：Pierre-Perthuis，法語發音：[pjɛʁ pɛʁtɥi]）是法国勃艮第-弗朗什-孔泰大区约讷省的一个市镇，属于阿瓦隆区。

## 地理
皮埃尔佩尔蒂（47°26'9"N, 3°47'49"E）面积7.34 平方千米，位于法国勃艮第-弗朗什-孔泰大區约讷省，该省份为法国中北部内陆省份，西接卢瓦雷省，西北接塞纳-马恩省，南至涅夫勒省，东临科多尔省，东北与奥布省接壤。
与皮埃尔佩尔蒂接壤的市镇（或旧市镇、城区）包括：圣佩尔、屈尔河畔多姆西、富瓦西莱韦兹莱、韦兹莱附近丰特奈、默纳德。

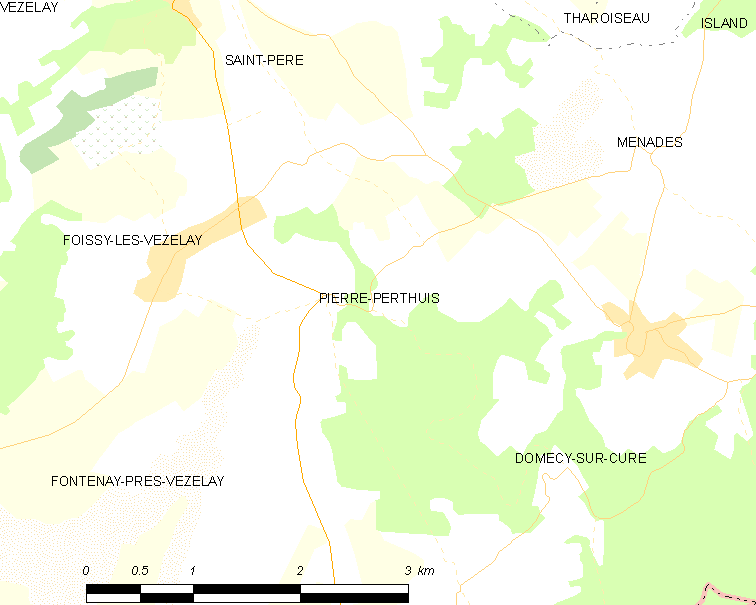
皮埃尔佩尔蒂的OSM定位图

皮埃尔佩尔蒂的时区为UTC+01:00、UTC+02:00（夏令时）。

## 行政
皮埃尔佩尔蒂的邮政编码为89450，INSEE市镇编码为89297。

## 政治
皮埃尔佩尔蒂所属的省级选区为茹拉维尔县。

## 人口

1962-2008年间皮埃尔佩尔蒂人口变化图示

皮埃尔佩尔蒂于2022年1月1日时的人口数量为104人。